# .werkkzeug
Werkkzeug (искаж. нем. Werkzeug «инструмент») — программа для RAD-конструирования демороликов. Была разработана в 2000—2007 годах немецкой группой .theprodukkt, являющейся коммерческим ответвлением известной demoscene-группы Farbrausch (иначе Farb-rausch, в переводе с немецкого — «отравление цветом»). Программа предназначается в основном для использования внутри группы Farbrausch. Было выпущено лишь 2 релиза программы — Werkkzeug 1.201 и Werkkzeug 3 TE (Texture Edition). В апреле 2012 года исходные коды Werkkzeug 3, Werkkzeug 4, а также другие инструменты и библиотеки были выложены разработчиками в открытом доступе.
Werkkzeug 3 TE — ограниченная версия, предназначенная не для создания демо-роликов, а лишь для процедурной генерации текстур.

## Werkkzeug 1
Werkkzeug 1 был выпущен 15 июня 2004 года. Он предоставляет все средства, необходимые для полноценного создания демо-роликов:
- чрезвычайно быстрое и мощное 3D-ядро;
- продвинутые генераторы текстур и 3D-сеток;
- WYSIWYG во всех областях;
- эффект отображения на текстуру;
- шкала времени для организации событий и эффектов;
- отображение результатов редактирования в реальном времени;
- простой редактор сплайнов;
- поддержка систем частиц;
- импорт текстур из JPG;
- импорт 3D-сеток и моделей из dotXSI;
- импорт 3D-сеток из LWO;
- импорт музыки из V2M, OGG и XM;
- экспорт в исполняемые файлы Windows, порядка 64Кб;
- экспорт в файлы .kk1 (для использования с плеером .kkino1).

Исходные коды Werkkzeug 1.201 закрыты до настоящего времени.

## Werkkzeug 3
.werkkzeug 3 был впервые выпущен в 2007 году в виде ограниченной версии (limited edition), которая позволяла лишь создавать текстуры и испытывать их на простых 3D-моделях. Полная версия Werkkzeug 3 обладает простейшим встроенным макроязыком, позволяющим создавать не только демо-ролики, но и интерактивные программы, например, игры. В 2004 г. при помощи Werkkzeug 3 была создана нашумевшая игра в жанре шутера от первого лица .kkrieger размером всего 96 КБ. Также при помощи этой программы был создан демо-ролик debris, длительное время занимающий одно из первых мест в рейтинге сайта pouet.net.
Werkkzeug 3 является одним из мощнейших средств процедурного текстурирования. Программа позволяет создавать высококачественные текстуры, на первый взгляд напоминающие фотографические.
Исходные коды Werkkzeug 3 на настоящий момент открыты. Существует 2 ветки Werkkzeug — общего назначения и специально для разработки .kkrieger.

## Werkkzeug for mobile
Данная разновидность Werkkzeug также никогда не публиковалась в открытом доступе. Она была выпущена группой .theprodukkt в 2006 г. For mobile не значит, что редактирование операторных схем происходит на экране мобильного телефона. Данная программа является лишь базой для построения на её основе коммерческих мобильных игр малого объёма (за счёт процедурной генерации текстур).

## Werkkzeug 4

Изображение .werkkzeug 4

Werkkzeug 4 в настоящее время является одним из основных инструментов, используемых Farbrausch. Данный программный продукт основан на фреймворке Altona.

## Продукты, созданные при помощи .werkkzeug
С момента выпуска первой версии .werkkzeug как группой Farbrausch, так и другими группами было выпущено множество демороликов с использованием этого инструмента.

### Farbrausch и .theprodukkt
| Название продукта                | Тип   | Версия .werkkzeug |
| -------------------------------- | ----- | ----------------- |
| .detuned™                        | Демка | 4                 |
| .kkrieger                        | Игра  | 3                 |
| Project Snowblind Teaser         | Демка | 3                 |
| fr-minus-09: human sources       | Демка | 3                 |
| fr-minus-03: farbomat            | Демка | 1                 |
| fr-minus-03.2: rausch-o-mat      | Демка | 1                 |
| fr-019: poemtoahorse.            | Демка | 1                 |
| fr-020: in control               | Демка | 1                 |
| fr-021: D (Stands For)           | Демка | 1                 |
| fr-025: the.popular.demo         | Демка | 1                 |
| fr-031: faded memories           | Демка | 1                 |
| fr-032: e.t.                     | Демка | 3                 |
| fr-033: like there’s no tomorrow | Демка | 4                 |
| fr-034 / hjb-104: time index     | Демка | 1                 |
| fr-035: deleted scenes           | Демка | 1                 |
| fr-036: zeitmaschine             | Демка | 1                 |
| fr-037: the code inside          | Демка | 1                 |
| fr-038: theta                    | Демка | 3                 |
| fr-041: debris.                  | Демка | 3                 |
| fr-043: rove                     | Демка | 4                 |
| fr-044: patient zero             | Демка | 3                 |
| fr-045: life after               | Демка | 3                 |
| fr-046: basso continuo           | Демка | 3                 |
| fr-048: precision                | Демка | 3                 |
| fr-049: of spirits taken         | Демка | 3                 |
| fr-049b-minus                    | Демка | 3                 |
| fr-052: platinum                 | Демка | 3                 |
| fr-055: 828                      | Демка | 3                 |
| fr-056: gravity of the moon      | Демка | 3                 |
| fr-058: disintegrates            | Демка | 3                 |
| fr-059: momentum                 | Демка | 3                 |
| fr-060: tonikum                  | Демка | 3                 |
| fr-061: id08                     | Демка | 3                 |
| fr-062: the cube                 | Демка | 4                 |
| fr-065: euphotic                 | Демка | 3                 |
| fr-074: 02:20                    | Демка | 3                 |

Другие продукты (например fr-08) созданы на werkkzeug-подобных инструментах, например, fvs32 и RauschGenerator2.